# Dmytro Jusow
Dmytro Ołeksandrowycz Jusow, ukr. Дмитро Олександрович Юсов (ur. 11 maja 1993 w Zaporożu) – ukraiński piłkarz, grający na pozycji pomocnika lub napastnika.

## Kariera piłkarska

### Kariera klubowa
Wychowanek Szkoły Piłkarskiej Metałurh Zaporoże, barwy której bronił w juniorskich mistrzostwach Ukrainy (DJuFL). 24 lipca 2010 rozpoczął karierę piłkarską w drugiej drużynie Metałurha Zaporoże. 4 maja 2013 debiutował w składzie pierwszej drużyny Metałurha Zaporoże. W końcu 2015 opuścił zaporoski klub w związku z likwidacją Metałurha. Potem wyjechał do Białorusi, gdzie zasilił skład Hranitu Mikaszewicze, w którym grał do lipca 2016. 10 sierpnia 2016 podpisał kontrakt z mołdawską Dacią Kiszyniów, w której grał do końca roku. 14 lutego 2017 zasilił skład FK Słuck. 25 stycznia 2018 przeniósł się do klubu Tarpieda-BiełAZ Żodzino.

### Kariera reprezentacyjna
Od 2013 regularnie jest powoływany do młodzieżowej reprezentacji Ukrainy.